# Fondation Mohammed V pour la solidarité
La Fondation Mohammed V pour la solidarité est une association nationale marocaine reconnue d'utilité publique crée le 5 juillet 1999.Fondée par le roi Mohammed VI alors prince héritier.
La Fondation Mohammed V pour la Solidarité bénéficie du statut consultatif spécial auprès du Conseil économique et social de l'Organisation des Nations unies.

## Les Activités
Mars 2024 : Le Roi pose à Lissasfa la première pierre d’un Centre médical de proximité
Le Roi Mohammed VI a procédé, mardi au quartier Lissasfa, au niveau de la préfecture d’arrondissement Hay Hassani (Casablanca), à la pose de la première pierre d’un Centre médical de proximité - Fondation Mohammed V pour la Solidarité et au lancement de la 2ème phase du programme des Unités Médicales Mobiles Connectées - Fondation Mohammed V pour la Solidarité.
Ces deux projets dénotent l’engagement du Roi à renforcer l’offre nationale de santé, à améliorer les prestations médicales au profit des citoyens, à consolider l’offre de soins de proximité et à favoriser l’accès des populations, notamment celles issues du monde rural, à des soins de santé de base de qualité, et d’assurer un suivi médical périodique et régulier des personnes dont l’état de santé nécessite des consultations spécialisées.
Mobilisant un investissement de 90 millions de dirhams, le futur Centre Médical de proximité de Lissasfa, le 3ème Centre du genre initié au niveau de la région de Casablanca-Settat, après ceux réalisés à l’arrondissement Sidi Moumen et à la ville nouvelle d’Errahma, fait partie intégrante d’un plan d’action mené par la Fondation Mohammed V pour la Solidarité et visant à soutenir le secteur médical national, à travers notamment le renforcement de l’offre de soins au niveau des zones urbaines à forte densité démographique.
Structure intermédiaire entre le réseau des établissements de soins de santé de base (niveau 1 et 2) et le réseau hospitalier, le futur Centre, qui bénéficiera à près de 60.000 personnes par an, devra participer à l’atténuation de la pression exercée sur les établissements hospitaliers existants dans la région, de même qu’il évitera de longs déplacements vers d’autres structures.
Ce Centre Médical de proximité sera réalisé dans un délai de 24 mois sur un terrain de 11.170 m2 (7.692 m2 couverts), et comportera des unités de consultations externes et explorations fonctionnelles, de rééducation fonctionnelle, de soins bucco-dentaires et des urgences médicales de proximité.
Il comprendra également des unités de soins de santé primaires, de radiologie, d’accouchement, de stérilisation, ainsi qu’un bloc opératoire, un laboratoire d’analyses médicales, un pôle d’hospitalisation (13 chambres doubles), une pharmacie et une cuisine.
Fruit d’un partenariat entre la Fondation Mohammed V pour la Solidarité et le ministère de la Santé et de la Protection sociale, ce projet fait partie d’un programme global mené par la Fondation prévoyant, à terme, la réalisation de douze Centres Médicaux de Proximité : trois à Casablanca, deux à Fès, deux à Tanger et un centre pour chacune des villes d’Agadir, Marrakech, Rabat, Salé et Témara.
A cette occasion, le Roi a suivi des explications au sujet du « Système d’Information Hospitalier », un dispositif digital intégré, mis en place par le ministère de la Santé et de la Protection Sociale et basé sur le concept du dossier patient qui regroupe l’ensemble des données le concernant : données administratives, dossier médical et dossier de soins.
Disponible aussi bien au sein des établissements de soins de santé primaires que dans les établissements hospitaliers, ce dispositif, qui constitue un des piliers de la refonte du système de santé national, permet aux professionnels de santé d’avoir accès, de manière sécurisée, à tout instant aux données médicales du patient, l’objectif étant d’accélérer la prise en charge médicale et d’améliorer l’efficacité.
Pour ce qui est du programme des Unités Médicales Mobiles Connectées – Fondation Mohammed V pour la Solidarité, dont la 2ème phase a été lancée ce mardi par le Roi, il vise à améliorer l’accès aux prestations médicales des populations du monde rural et représente un nouveau modèle d’intervention qui combine soins de proximité et télémédecine.
Fruit d’un partenariat entre la Fondation Mohammed V pour la Solidarité, le ministère de la Santé et de la Protection sociale et la société prestataire MEDIOT Technology, ce programme pilote a consisté, dans sa première phase, lancée par le Souverain le 28 octobre 2023, en le déploiement de 50 unités médicales mobiles connectées au niveau de 34 provinces et réparties entre neuf régions du Royaume. La deuxième phase porte sur le déploiement de cinquante nouvelles unités médicales mobiles connectées.
Chaque unité médicale mobile connectée comprend un bloc médical composé de deux box polyvalents de consultations et de soins, dotés des instruments médicaux de base, du mobilier médical, de système de connectivité et d’une gamme complète d’équipements biomédicaux de dernière génération qui servent d’outils de travail pour les consultations à distance.
Le fonctionnement est assuré par une équipe dédiée (un médecin généraliste, deux infirmiers [ères] et un cadre administratif) qui prend en charge les consultations de médecine générale en présentiel, la télé-expertise, les actes de soins ambulatoires et le suivi des programmes de santé publique.
Le recours à la télé-expertise est du ressort du médecin généraliste qui, lorsqu’un cas nécessite un avis ou de l’assistance pour les examens, fait appel, selon la spécialité requise (gynécologie-obstétrique, pédiatrie, endocrinologie, dermatologie, ORL, cardiologie, pneumologie et néphrologie), à un médecin spécialiste qui opère depuis un plateau central de télémédecine relié à l’ensemble des unités médicales mobiles connectées.
Le Roi a, par la même occasion, suivi une simulation d’une télé-expertise assurée par un médecin généraliste sur place en liaison avec des médecins spécialistes au niveau du plateau central de télémédecine situé à Casablanca.
Les cinquante unités médicales mobiles connectées, déployées dans le cadre de la première phase, ont pu, jusqu’au 25 mars, fournir 119.532 prestations médicales au profit de 104.041 personnes, dont 65 % de sexe féminin. Un total de 96.753 ont fait l’objet de consultations et de soins généralistes et 11.989 cas ont nécessité un recours à la télé-expertise dans les différentes spécialités disponibles.
Le Roi Mohammed VI a remis, à cette occasion, à titre symbolique, trois ambulances et cinq véhicules utilitaires, don de la Fondation Mohammed V pour la Solidarité, aux représentants, respectivement, des communes « Adassil », « Talat N’Yacoub » et « Tizi N’Test », touchées par le séisme du 08 septembre dernier, et cinq associations.
Il s’agit d’un don de 46 véhicules au profit des communes, des associations et des coopératives des différentes régions du Royaume,.